# Hot-Orange
Hot-Orange was een webwinkel, die eind jaren negentig tot de pioniers hoorde  op het gebied van e-commerce in Nederland.  

## Geschiedenis
Hot-Orange werd in 1999 opgericht als webwinkel door Roel de Hoop en Arie Langerak. De beide oprichters waren afkomstig van het softwarebedrijf Prolin. Met de slogan 'Veruit de leukste manier om geld uit te geven' richtte Hot-Orange zich met name op consumenten met een inkomen boven modaal en weinig tijd. De webwinkel bood daartoe een beperkt assortiment aan. Naast boeken en cd's omvatte het aanbod vooral luxe artikelen, zoals parfums en kunst. Hot-Orange verwierf onder meer aandacht door in 2000 onder bezoekers van de website een Audi te verloten. Als voorbeeld voor Hot-Orange fungeerde het Amerikaanse Amazon.com. In januari 2000 stond Hot-Orange op de tweede plaats op de lijst van best bezochte webwinkels in Nederland.
Hot-Orange was een voorbeeld bij uitstek van een Nederlandse dot-com-bedrijf dat meeliftte op het optimisme in de tweede helft van de jaren negentig bij internet-investeerders. De investeringsmaatschappijen Nesbic en GorillaPark en het telecombedrijf Versatel zouden volgens het dagblad Trouw gezamenlijk circa zes miljoen gulden in het bedrijf hebben gestoken.
In oktober 2000 kondigde De Hoop aan dat hij naast de webwinkel onder de naam Hot-Orange een lifestyle-magazine wilde beginnen en fysieke winkels wilde openen. Voor de webwinkel streefde De Hoop naar een ‘same-day delivery’-dienst, waarbij producten die vóór 14.00 uur besteld waren, nog dezelfde avond bezorgd zouden worden. In de nabije toekomst wilde het bedrijf ook webwinkels openen die zich richtten op Duitsland, Italië, Frankrijk, Spanje en Scandinavië.

## Neergang
Na het uiteenspatten van de internetzeepbel in de Verenigde Staten en de beursgang van World Online sloeg ook in Nederland in de tweede helft van 2000 de stemming rond internetbedrijven om. Voor Hot-Orange was dat aanleiding de plannen voor een beursgang af te blazen. In mei 2001 verwierf het Vendex/KBB concern een belang van tien procent in Hot-Orange. Vendex/KBB verwachtte dat de samenwerking met Hot-Orange beide partijen voordelen zou bieden op het gebied van inkoop, voorraadbeheer en logistiek. Voor Hot-Orange was het echter te laat. Eind augustus 2001 vroeg Hot-Orange uitstel van betaling aan. In september 2001 werd de webwinkel failliet verklaard.

## Trivia
Coolblue, een andere webwinkel, heeft haar naam gekozen als tegenpool van Hot Orange.